# Coups d'État de 1987 aux Fidji
Les coups d'État de 1987 aux Fidji entraînent le renversement du gouvernement élu du Premier ministre fidjien Timoci Bavadra, la déposition d'Élisabeth II en tant que reine des Fidji et la création d'une république. Le premier coup d'État, lors duquel Bavadra est déposé, a lieu le 14 mai 1987 et le second coup d'État, le 28 septembre, met fin à la monarchie et est de peu suivi par la proclamation de la république le 7 octobre. Les deux coups d'État sont dirigés par le lieutenant-colonel Sitiveni Rabuka, troisième commandant des forces militaires royales des Fidji. Selon les historiens, ces événements peuvent être perçus comme deux coups d'État séparés par une période de quatre mois d'accalmie, ou comme un seul coup d'État commencé le 14 mai et complété par la déclaration de la république.

## Contexte
Avant et après que les Fidji ont obtenu leur indépendance du Royaume-Uni en 1970, les tensions ethniques entre les Fidjiens autochtones et les Indo-Fidjiens (représentant environ 46 % et 49 % de la population de 1987) se traduisent continuellement par des troubles sociaux et politiques. Les élections parlementaires d'avril 1987 entraînent le remplacement du gouvernement conservateur des peuples autochtones conduit par le Premier ministre Kamisese Mara par un gouvernement travailliste multi-ethnique, soutenu principalement par la communauté indo-fidjienne et dirigé par Timoci Bavadra. Sitiveni Rabuka prétexte que les Fidjiens sont victimes de discrimination raciale pour s'emparer du pouvoir. De nombreuses autorités doutent de la véracité des dires du militaire en raison de l'existence de garanties constitutionnelles. 

## Déroulement des coups d'État
Le matin du 14 mai 1987, un groupe de dix soldats masqués et armés entrent dans la Chambre des représentants des Fidji et prennent le contrôle des parlementaires, qui s'étaient réunis là pour la séance du matin. Le lieutenant-colonel Sitiveni Rabuka, habillé en civil, s'approche du Premier ministre Timoci Bavadra installé dans la galerie du public et ordonne aux membres du Parlement de quitter le bâtiment, ce qu'ils font sans résister. Le coup d'État est un succès apparent et est accompli sans perte de vie. 
La question n'est cependant pas complètement réglée. En tant que royaume du Commonwealth, le chef de l'État est la reine des Fidji, Élisabeth II. La Cour suprême des Fidji juge inconstitutionnel le coup d'État et le représentant de la reine, le gouverneur général, Ratu Sir Penaia Ganilau, tente en vain d'exercer le pouvoir exécutif. Il ouvre des négociations, connues sous le nom de « pourparlers de Deuba », avec le gouvernement déchu et le parti de l'Alliance, dont la plupart des sympathisants sont des Fidjiens autochtones. Celles-ci aboutissent à l'Accord de Deuba du 23 septembre 1987, qui prévoit un gouvernement d'union nationale qui serait conduit par le gouverneur général et dans lequel les deux parties seraient représentées. Craignant que les acquis du premier coup d'État soient sur le point d'être perdus, Rabuka organise un second coup d'État le 25 septembre. Réprimant les syndicats et la presse indépendante, le 6 octobre il abroge la constitution et déclare l'instauration d'une république, abolissant la monarchie fidjienne qui reconnaissait symboliquement Élisabeth II comme chef de l'État. S'appuyant sur le Mouvement taukei, un mouvement ultra-nationaliste autochtone apparu juste avant le premier coup d'État, le colonel Rabuka nomme son gouvernement de dictature militaire le 7 octobre,.
Au sein du gouvernement, les extrémistes de l'extrême-droite ethno-nationaliste taukei (notamment Sakeasi Butadroka, Tomasi Raikivi et Meli Vesikula) se trouvent bientôt en conflit avec les ministres qui souhaitent avant tout un retour au pouvoir de Ratu Kamisese Mara, le perdant des élections de 1987 (notamment Filipe Bole). Le 5 décembre, Sitiveni Rabuka, sans consulter son propre gouvernement, cède le pouvoir à Kamisese Mara. Ce dernier forme un gouvernement par intérim pour la période de rédaction d'une nouvelle constitution devant répondre aux attentes des ethno-nationalistes autochtones. En juin 1990, le Grand Conseil des chefs s'accorde sur une nouvelle Constitution, pour un retour à un régime parlementaire mais où l'autorité politique serait garantie aux chefs autochtones. Cette Constitution accorde une majorité absolue des sièges à la Chambre des représentants à la minorité autochtone de la population, aux dépens d'une très nette sous-représentation des citoyens d'ascendance indienne. Le découpage des nouvelles circonscriptions électorales favorise immensément les régions rurales, davantage enclines à soutenir les chefs coutumiers, aux dépens des centres urbains. Et le Grand Conseil des chefs nommera désormais la plupart des membres du Sénat. Des élections législatives se tiennent en 1992 dans ce nouveau cadre constitutionnel.

## Réactions internationales
L'Australie et la Nouvelle-Zélande, les deux nations ayant une influence politique dans la région, sont quelque peu inquiétées par l'événement, mais prennent finalement la décision de ne pas intervenir. Elles décident, cependant, une politique de non-reconnaissance en ce qui concerne le nouveau gouvernement et la suspension de l'aide étrangère, de concert avec les États-Unis et le Royaume-Uni. 
Le Parti travailliste australien, considérant l'éviction d'un parti travailliste au gouvernement comme un affront pour le mouvement travailliste mondial, institue un embargo contre les envois à destination des Fidji. Comme l'Australie est le plus important partenaire commercial étranger du pays, il en résulte un grand recul des Fidji dans le commerce international.

## Conséquences
Les Nations unies dénoncent immédiatement le coup d'État, exigeant que l'ancien gouvernement revienne au pouvoir. Le 7 octobre 1987, le nouveau régime proclame la république des Fidji et révoque la Constitution de 1970. Le Commonwealth réplique en excluant immédiatement les Fidji de son organisation.
Une nouvelle Constitution est ratifiée en 1990 et stipule que les postes de président et de Premier ministre, ainsi que les deux tiers du Sénat et une forte majorité de la Chambre des représentants sont réservés à des Fidjiens de souche. Ces dispositions discriminatoires sont abolies par une révision constitutionnelle en 1997. 
Les coups d'État déclenchent une forte vague d'émigration des Indo-Fidjiens (en particulier les travailleurs qualifiés), ce qui les rend en minorité en 1994. Encore aujourd'hui, les Fidji n'arrivent pas à se remettre de cette perte de compétences nécessaires.

## Demande de pardon en 2023
Le 14 mai 2023, jour de commémoration de l'arrivée aux Fidji des premiers travailleurs indiens sous statut d’indenture en 1879, durant la période coloniale, Sitiveni Rabuka, à nouveau Premier ministre depuis décembre 2022 mais cette fois à la tête d'un gouvernement de coalition multi-ethnique, demande pardon pour avoir mené les coups d'État de 1987. Par la même occasion, l'Église méthodiste des Fidji demande pardon pour avoir soutenu les coups d'État anti-indiens de 1987 et de l'an 2000. Les trois plus hauts chefs autochtones coutumiers du pays, Ro Teimumu Kepa, Ratu Epenisa Cakobau et Ratu Naiqama Lalabalavu, demandent également pardon. Invité à une cérémonie de réconciliation, Mahendra Chaudhry, Premier ministre du gouvernement travailliste renversé en 2000, accepte les excuses offertes, rappelle les souffrances endurées par les citoyens d'ascendance indienne lors des violences qui ont accompagné ces coups d'État, et demande que le processus de réconciliation se poursuive avec des « mesures concrètes » pour prémunir la société fidjienne de violences racistes similaires à l'avenir. Timoci Bavadra, le Premier ministre travailliste renversé en 1987, est pour sa part mort d'un cancer en 1989,,.